# Óblasts de la Unión Soviética
Los óblasts de la Unión Soviética eran las entidades de segundo nivel de la Unión Soviética, siendo las repúblicas de la federación las entidades de primer nivel administrativo.
Los óblasts eran las subdivisiones administrativas básicas de las repúblicas más grandes de la Unión Soviética (Rusia, Ucrania, Bielorrusia, Kazajistán, Kirguistán, Tayikistán, Turkmenistán y Uzbekistán); habitadas por el principal grupo étnico representativo de estas, y dependían en su administración directamente de estas, a diferencia de las repúblicas autónomas y los óblasts autónomos. Como organismo de gobierno contaban con organismos legislativos denominados Sóviets de Diputados del Pueblo y Comités Ejecutivos, que debían seguir siempre las directivas establecidas tanto por las leyes nacionales como por las de la república a la que estaban subordinadas.
La palabra óblast es un término eslavo oriental, que significa literalmente "provincia". 

## Lista de óblasts

### RSFS de Rusia
| Nombre                 | Capital                  | Superficie (miles de km²) | Población (miles de hab.) |
| ---------------------- | ------------------------ | ------------------------- | ------------------------- |
| Óblast de Amur         | Blagovéshchensk          |                           |                           |
| Óblast de Arcángel     | Arcángel                 |                           |                           |
| Óblast de Astracán     | Astracán                 |                           |                           |
| Óblast de Bélgorod     | Bélgorod                 |                           |                           |
| Óblast de Briansk      | Briansk                  |                           |                           |
| Óblast de Cheliábinsk  | Cheliábinsk              |                           |                           |
| Óblast de Chitá        | Chitá                    |                           |                           |
| Óblast de Gorki        | Gorki                    |                           |                           |
| Óblast de Irkutsk      | Irkutsk                  |                           |                           |
| Óblast de Ivánovo      | Ivánovo                  |                           |                           |
| Óblast de Kalinin      | Kalinin                  |                           |                           |
| Óblast de Kaliningrado | Kaliningrado             |                           |                           |
| Óblast de Kaluga       | Kaluga                   |                           |                           |
| Óblast de Kamchatka    | Petropávlovsk-Kamchatski |                           |                           |
| Óblast de Kémerovo     | Kémerovo                 |                           |                           |
| Óblast de Kírov        | Kírov                    |                           |                           |
| Óblast de Kostromá     | Kostromá                 |                           |                           |
| Óblast de Kurgán       | Kurgán                   |                           |                           |
| Óblast de Kursk        | Kursk                    |                           |                           |
| Óblast de Kúibyshev    | Kúibyshev                |                           |                           |
| Óblast de Leningrado   | Leningrado               |                           |                           |
| Óblast de Lípetsk      | Lípetsk                  |                           |                           |
| Óblast de Magadán      | Magadán                  |                           |                           |
| Óblast de Moscú        | Moscú                    |                           |                           |
| Óblast de Múrmansk     | Múrmansk                 |                           |                           |
| Óblast de Nóvgorod     | Nóvgorod                 |                           |                           |
| Óblast de Novosibirsk  | Novosibirsk              |                           |                           |
| Óblast de Omsk         | Omsk                     |                           |                           |
| Óblast de Oremburgo    | Oremburgo                |                           |                           |
| Óblast de Oriol        | Oriol                    |                           |                           |
| Óblast de Penza        | Penza                    |                           |                           |
| Óblast de Perm         | Perm                     |                           |                           |
| Óblast de Primorie     | Vladivostok              |                           |                           |
| Óblast de Pskov        | Pskov                    |                           |                           |
| Óblast de Rostov       | Rostov del Don           |                           |                           |
| Óblast de Riazán       | Riazán                   |                           |                           |
| Óblast de Sajalín      | Yuzhno-Sajalinsk         |                           |                           |
| Óblast de Sarátov      | Sarátov                  |                           |                           |
| Óblast de Smolensk     | Smolensk                 |                           |                           |
| Óblast de Sverdlovsk   | Sverdlovsk               |                           |                           |
| Óblast de Tambov       | Tambov                   |                           |                           |
| Óblast de Tomsk        | Tomsk                    |                           |                           |
| Óblast de Tula         | Tula                     |                           |                           |
| Óblast de Tiumén       | Tiumén                   |                           |                           |
| Óblast de Uliánovsk    | Uliánovsk                |                           |                           |
| Óblast de Vladímir     | Vladímir                 |                           |                           |
| Óblast de Volgogrado   | Volgogrado               |                           |                           |
| Óblast de Vólogda      | Vólogda                  |                           |                           |
| Óblast de Vorónezh     | Vorónezh                 |                           |                           |
| Óblast de Yaroslavl    | Yaroslavl                |                           |                           |

| Nombre                                                  | Capital                                                 | Superficie (miles de km²)                               | Población (miles de hab.)                               |
| Óblasts desaparecidos antes de la disolución de la URSS | Óblasts desaparecidos antes de la disolución de la URSS | Óblasts desaparecidos antes de la disolución de la URSS | Óblasts desaparecidos antes de la disolución de la URSS |
| ------------------------------------------------------- | ------------------------------------------------------- | ------------------------------------------------------- | ------------------------------------------------------- |
| Óblast de Amu Daria (1920-1924)                         | Turtkul                                                 |                                                         |                                                         |
| Óblast de Arzamas (1954-1957)                           | Arzamas                                                 |                                                         |                                                         |
| Óblast del Bajo Amur (1934-1956)                        | Nikoláyevsk del Amur                                    |                                                         |                                                         |
| Óblast de Balashov (1954-1957)                          | Balashov                                                |                                                         |                                                         |
| Óblast de Bugulmá (1953)                                | Bugulmá                                                 |                                                         |                                                         |
| Óblast de Chernozem Central (1928-1934)                 | Vorónezh                                                |                                                         |                                                         |
| Óblast de Crimea (1954-1954)                            | Simferópol                                              |                                                         |                                                         |
| Óblast del Don (1920-1924)                              | Rostov del Don                                          |                                                         |                                                         |
| Óblast de Grozni (1944-1957)                            | Grozni                                                  |                                                         |                                                         |
| Óblast de Jabárovsk (1934-1939)                         | Jabárovsk                                               |                                                         |                                                         |
| Óblast de Kamensk (1954-1957)                           | Kámensk-Shájtinski                                      |                                                         |                                                         |
| Óblast de Kubán-Mar Negro (1920-1924)                   | Krasnodar                                               |                                                         |                                                         |
| Óblast del Lejano Oriente (1922-1926)                   | Chitá                                                   |                                                         |                                                         |
| Óblast del Norte (1933-1934)                            | Mílerovo                                                |                                                         |                                                         |
| Óblast del Norte (1936-1937)                            | Arcángel                                                |                                                         |                                                         |
| Óblast del Ob-Irtysh (1934)                             | Tiumén                                                  |                                                         |                                                         |
| Óblast del Oeste (1929-1937)                            | Smolensk                                                |                                                         |                                                         |
| Óblast del Primorie (1929-1937)                         | Vladivostok                                             |                                                         |                                                         |
| Óblast de Sajalín del Sur (1946-1947)                   | Yuzhno-Sajalinsk                                        |                                                         |                                                         |
| Óblast de Siberia Oriental (1936-1937)                  | Irkutsk                                                 |                                                         |                                                         |
| Óblast de Sterlitamak (1952-1953)                       | Sterlitamak                                             |                                                         |                                                         |
| Óblast del Sudeste (1920-1924)                          | Rostov del Don                                          |                                                         |                                                         |
| Óblast de Ufá (1952-1953)                               | Ufá                                                     |                                                         |                                                         |
| Óblast de los Urales (1923-1934)                        | Sverdlovsk                                              |                                                         |                                                         |
| Óblast de Ussuriisk (1934-1943)                         | Ussuriisk                                               |                                                         |                                                         |
| Óblast de Velíkiye Luki (1944-1957)                     | Velíkiye Luki                                           |                                                         |                                                         |
| Óblast del Volga Medio (1928-1929)                      | Samara                                                  |                                                         |                                                         |
| Óblast de Zeya (1934-1937)                              | Skovorodinó                                             |                                                         |                                                         |

### RSS de Ucrania
| Nombre                    | Capital         | Superficie (miles de km²) | Población (miles de hab.) |
| ------------------------- | --------------- | ------------------------- | ------------------------- |
| Óblast de Crimea          | Simferópol      | 27,0                      | 2.062                     |
| Óblast de Cherníhiv       | Cherníhiv       | 31,9                      | 1.515                     |
| Óblast de Cherkasy        | Cherkasy        | 20,9                      | 1.554                     |
| Óblast de Chernivtsi      | Chernivtsi      | 8,1                       | 880                       |
| Óblast de Dnipropetrovsk  | Dnipropetrovsk  | 31,9                      | 3.570                     |
| Óblast de Donetsk         | Donetsk         | 26,5                      | 5.140                     |
| Óblast de Ivano-Frankivsk | Ivano-Frankivsk | 13,9                      | 1.311                     |
| Óblast de Járkov          | Járkov          | 31,4                      | 2.976                     |
| Óblast de Jerson          | Jersón          | 28,5                      | 1.113                     |
| Óblast de Jmelnitski      | Jmelnitski      | 20,6                      | 1.577                     |
| Óblast de Kiev            | Kiev            | 28,9                      | 3.888                     |
| Óblast de Kirovogrado     | Kirovogrado     | 24,6                      | 1.261                     |
| Óblast de Lvov            | Leópolis        | 21,8                      | 2.517                     |
| Óblast de Nikoláyev       | Nikoláyev       | 24,6                      | 1.215                     |
| Óblast de Odesa           | Odesa           | 33,3                      | 2.543                     |
| Óblast de Poltava         | Poltava         | 28,8                      | 1.733                     |
| Óblast de Rivne           | Rivne           | 20,1                      | 1.095                     |
| Óblast de Sumy            | Sumy            | 23,8                      | 1.435                     |
| Óblast de Ternopil        | Ternopil        | 13,8                      | 1.173                     |
| Óblast de Vínnytsia       | Vínnytsia       | 26,5                      | 2.073                     |
| Óblast de Volinia         | Lutsk           | 20,2                      | 1.011                     |
| Óblast de Voroshílovgrado | Voroshílovgrado | 26,7                      | 2.819                     |
| Óblast de Zakarpatia      | Uzhgorod        | 12,8                      | 1.134                     |
| Óblast de Zaporiyia       | Zaporiyia       | 27,2                      | 1.894                     |
| Óblast de Zhitómir        | Zhitómir        | 29,9                      | 1.585                     |

| Nombre                                                  | Capital                                                 | Superficie (miles de km²)                               | Población (miles de hab.)                               |
| Óblasts desaparecidos antes de la disolución de la URSS | Óblasts desaparecidos antes de la disolución de la URSS | Óblasts desaparecidos antes de la disolución de la URSS | Óblasts desaparecidos antes de la disolución de la URSS |
| ------------------------------------------------------- | ------------------------------------------------------- | ------------------------------------------------------- | ------------------------------------------------------- |
| Óblast de Drogóbich (1939-1959)                         | Drogóbich                                               | 9,6                                                     | 853                                                     |
| Óblast de Izmaíl (1940-1954)                            | Izmaíl                                                  | 12,4                                                    |                                                         |

### RSS de Bielorrusia
| Nombre              | Capital   | Superficie (miles de km²) | Población (miles de hab.) |
| ------------------- | --------- | ------------------------- | ------------------------- |
| Óblast de Brest     | Brest     | 32,3                      | 1.458                     |
| Óblast de Gómel     | Gómel     | 40,4                      | 1.674                     |
| Óblast de Grodno    | Grodno    | 25,0                      | 1.117                     |
| Óblast de Maguilov  | Maguilov  | 29,0                      | 3.199                     |
| Óblast de Minsk     | Minsk     | 40,8                      | 1.285                     |
| Óblast de Vítsiebsk | Vítsiebsk | 40,1                      | 1.413                     |

| Nombre                                                  | Capital                                                 | Superficie (miles de km²)                               | Población (miles de hab.)                               |
| Óblasts desaparecidos antes de la disolución de la URSS | Óblasts desaparecidos antes de la disolución de la URSS | Óblasts desaparecidos antes de la disolución de la URSS | Óblasts desaparecidos antes de la disolución de la URSS |
| ------------------------------------------------------- | ------------------------------------------------------- | ------------------------------------------------------- | ------------------------------------------------------- |
| Óblast de Baránovichi (1940-1954)                       | Baránovichi                                             | 13,7                                                    |                                                         |
| Óblast de Belostok (1939-1944)                          | Belostok                                                |                                                         |                                                         |
| Óblast de Bobruisk (1944-1954)                          | Bobruisk                                                | 19,7                                                    |                                                         |
| Óblast de Molodechno (1944-1960)                        | Molodechno                                              | 14,8                                                    |                                                         |
| Óblast de Pinsk (1944-1960)                             | Pinsk                                                   | 16,3                                                    | 533.6                                                   |
| Óblast de Polesia (1938-1954)                           | Mózyr                                                   | 26,0                                                    | 672.4                                                   |
| Óblast de Pólotsk (1944-1954)                           | Pólotsk                                                 | 17,8                                                    | 394.6                                                   |
| Óblast de Vileika (1944-1954)                           | Vileika                                                 | 14,5                                                    |                                                         |

### RSS de Estonia
| Nombre                                                  | Capital                                                 | Superficie (miles de km²)                               | Población (miles de hab.)                               |
| Óblasts desaparecidos antes de la disolución de la URSS | Óblasts desaparecidos antes de la disolución de la URSS | Óblasts desaparecidos antes de la disolución de la URSS | Óblasts desaparecidos antes de la disolución de la URSS |
| ------------------------------------------------------- | ------------------------------------------------------- | ------------------------------------------------------- | ------------------------------------------------------- |
| Óblast de Pärnu (1952-1953)                             | Pärnu                                                   |                                                         |                                                         |
| Óblast de Tallin (1952-1953)                            | Tallin                                                  |                                                         |                                                         |
| Óblast de Tartu (1952-1953)                             | Tartu                                                   |                                                         |                                                         |

### RSS de Letonia

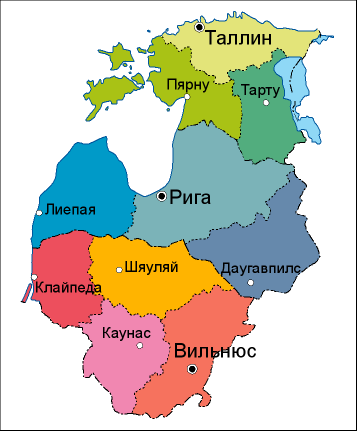
Óblasts de Estonia, Letonia y Lituania entre 1952-53.

| Nombre                                                  | Capital                                                 | Superficie (miles de km²)                               | Población (miles de hab.)                               |
| Óblasts desaparecidos antes de la disolución de la URSS | Óblasts desaparecidos antes de la disolución de la URSS | Óblasts desaparecidos antes de la disolución de la URSS | Óblasts desaparecidos antes de la disolución de la URSS |
| ------------------------------------------------------- | ------------------------------------------------------- | ------------------------------------------------------- | ------------------------------------------------------- |
| Óblast de Daugavpils (1952-1953)                        | Daugavpils                                              |                                                         |                                                         |
| Óblast de Liepāja (1952-1953)                           | Liepāja                                                 |                                                         |                                                         |
| Óblast de Riga (1952-1953)                              | Riga                                                    |                                                         |                                                         |

### RSS de Lituania

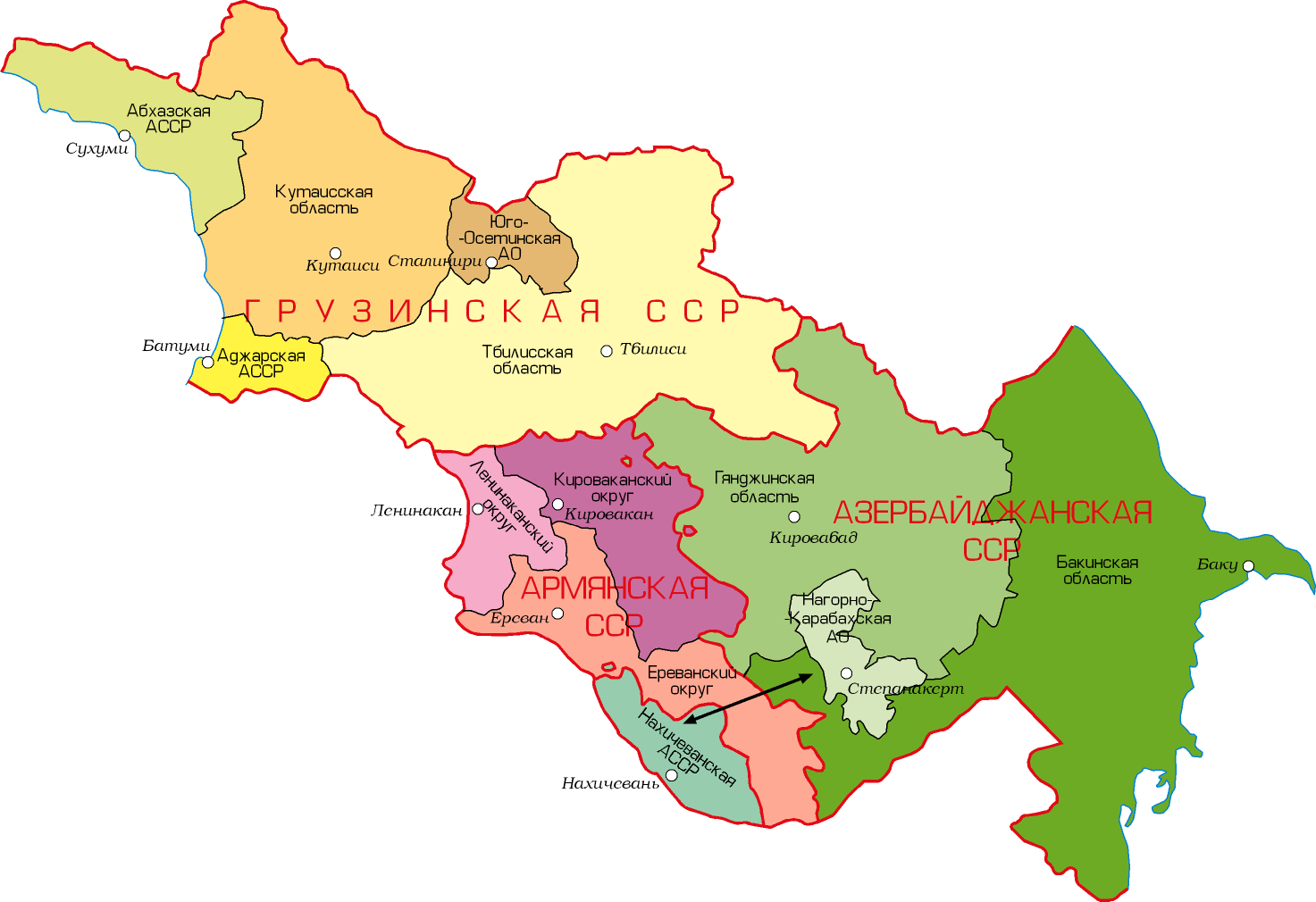
Óblasts de Azerbaiyán y Georgia entre 1952-53.

| Nombre                                                  | Capital                                                 | Superficie (miles de km²)                               | Población (miles de hab.)                               |
| Óblasts desaparecidos antes de la disolución de la URSS | Óblasts desaparecidos antes de la disolución de la URSS | Óblasts desaparecidos antes de la disolución de la URSS | Óblasts desaparecidos antes de la disolución de la URSS |
| ------------------------------------------------------- | ------------------------------------------------------- | ------------------------------------------------------- | ------------------------------------------------------- |
| Óblast de Kaunas (1950-1953)                            | Kaunas                                                  |                                                         |                                                         |
| Óblast de Klaipeda (1950-1953)                          | Klaipeda                                                |                                                         |                                                         |
| Óblast de Šiauliai (1950-1953)                          | Šiauliai                                                |                                                         |                                                         |
| Óblast de Vilna (1950-1953)                             | Vilna                                                   |                                                         |                                                         |

### RSS de Azerbaiyán
| Nombre                                                  | Capital                                                 | Superficie (miles de km²)                               | Población (miles de hab.)                               |
| Óblasts desaparecidos antes de la disolución de la URSS | Óblasts desaparecidos antes de la disolución de la URSS | Óblasts desaparecidos antes de la disolución de la URSS | Óblasts desaparecidos antes de la disolución de la URSS |
| ------------------------------------------------------- | ------------------------------------------------------- | ------------------------------------------------------- | ------------------------------------------------------- |
| Óblast de Bakú (1952-1953)                              | Bakú                                                    |                                                         |                                                         |
| Óblast de Ganyá (1952-1953)                             | Ganyá                                                   |                                                         |                                                         |

### RSS de Georgia
| Nombre                                                  | Capital                                                 | Superficie (miles de km²)                               | Población (miles de hab.)                               |
| Óblasts desaparecidos antes de la disolución de la URSS | Óblasts desaparecidos antes de la disolución de la URSS | Óblasts desaparecidos antes de la disolución de la URSS | Óblasts desaparecidos antes de la disolución de la URSS |
| ------------------------------------------------------- | ------------------------------------------------------- | ------------------------------------------------------- | ------------------------------------------------------- |
| Óblast de Kutaisi (1951-1953)                           | Kutaisi                                                 |                                                         |                                                         |
| Óblast de Tiflis (1951-1953)                            | Tiflis                                                  |                                                         |                                                         |

### RSS de Kazajistán

Óblasts de Kazajistán en 1959.

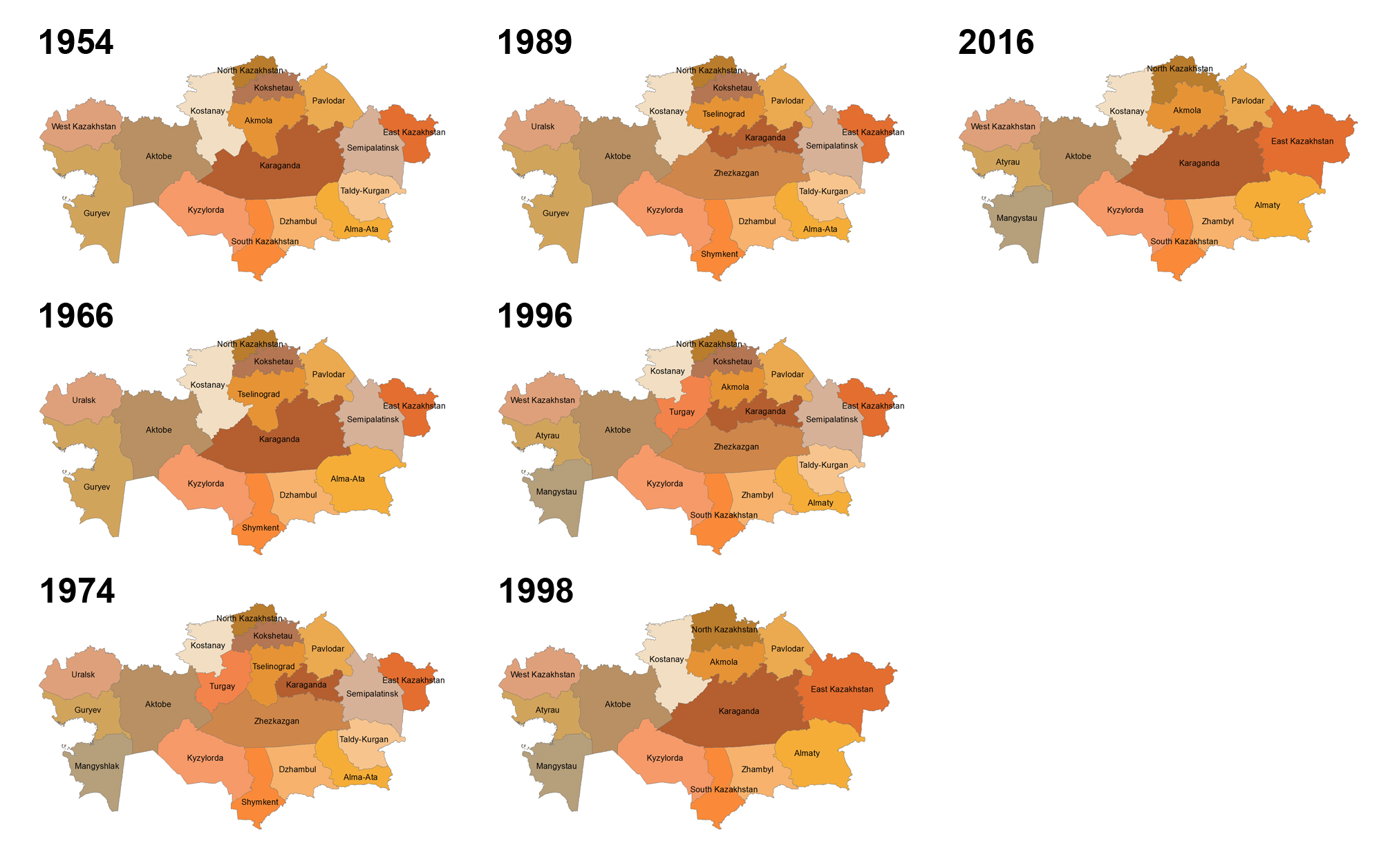
Cambios en los óblasts de Kazajistán de 1954 hasta 1998.

| Nombre                             | Capital         | Superficie (miles de km²) | Población (miles de hab.) |
| ---------------------------------- | --------------- | ------------------------- | ------------------------- |
| Óblast de Aktyubinsk               | Aktyubinsk      | 299,8                     | 573                       |
| Óblast de Alma-Ata                 | Alma-Ata        | 104,7                     | 1.526                     |
| Óblast de Chimkent                 | Chimkent        | 116,3                     | 1.345                     |
| Óblast de Guriev                   | Guriev          | 278,6                     | 539                       |
| Óblast de Karagandá                | Karagandá       | 398,8                     | 1.610                     |
| Óblast de Kazajistán Oriental      | Ust Kamenogorsk | 97,3                      | 857                       |
| Óblast de Kazajistán Septentrional | Petropavlovsk   | 44,3                      | 554                       |
| Óblast de Kokshetau                | Kokshetau       | 78,1                      | 596                       |
| Óblast de Kustanáy                 | Kustanáy        | 114,6                     | 911                       |
| Óblast de Kyzylorda                | Kyzylorda       | 227,0                     | 516                       |
| Óblast de Mangystau                | Shevchenko      | 165,1                     | 327                       |
| Óblast de Pavlodar                 | Pavlodar        | 127,5                     | 724                       |
| Óblast de Semipalatinsk            | Semipalatinsk   | 179,6                     | 724                       |
| Óblast de Taldy-Kurgán             | Taldy-Kurgán    | 118,5                     | 633                       |
| Óblast de Tselinogrado             | Tselinogrado    | 124,6                     | 776                       |
| Óblast de Turgay                   | Arkalyk         | 111,8                     | 234                       |
| Óblast de Uralsk                   | Uralsk          | 151,2                     | 531                       |
| Óblast de Zhambyl                  | Zhambyl         | 144,6                     | 821                       |
| Óblast de Zhezkazgán               | Zhezkazgán      | 313,4                     | 477                       |

### RSS de Kirguistán
| Nombre                                | Capital    | Superficie (miles de km²) | Población (miles de hab.) |
| ------------------------------------- | ---------- | ------------------------- | ------------------------- |
| Óblast de Frunze                      | Frunze     | 0,1                       | 452                       |
| Óblast de Issyk-Kul                   | Przhevalsk | 43,2                      | 325                       |
| Óblast de Jalal-Abad                  | Jalal-Abad | 299,8                     | 573                       |
| Óblast de Naryn                       | Naryn      | 50,6                      | 198                       |
| Óblast de Osh                         | Osh        | 73,9                      | 1.307                     |
| Óblast bajo subordinación republicana | Talas      | 30,7                      | 792                       |

### RSS de Tayikistán

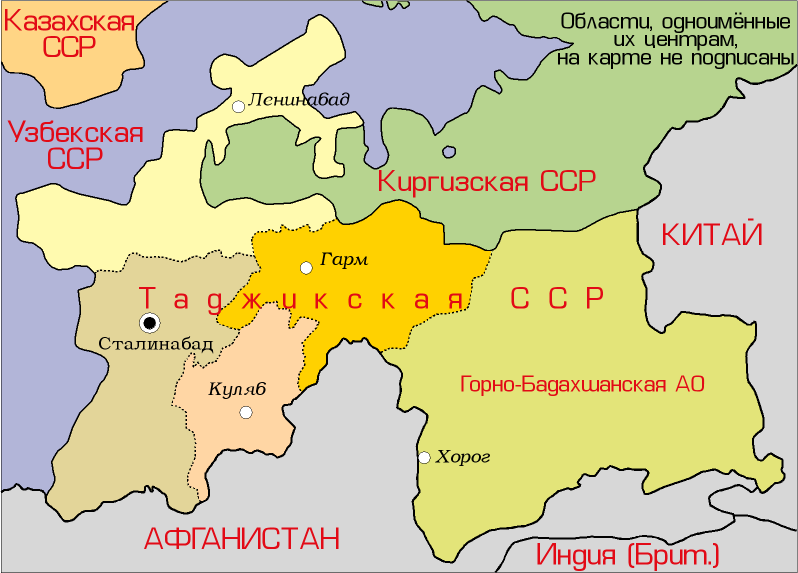
Óblasts de Tayikistán en 1940.

| Nombre                                | Capital      | Superficie (miles de km²) | Población (miles de hab.) |
| ------------------------------------- | ------------ | ------------------------- | ------------------------- |
| Óblast de Jatlon                      | Kurgán-Tyube |                           |                           |
| Óblast de Kulob                       | Kulob        | 12,9                      | 432                       |
| Óblast de Leninabad                   | Leninabad    | 26,1                      | 1.088                     |
| Óblast bajo subordinación republicana | Dusambé      | 40,4                      | 1.755                     |

| Nombre                                                  | Capital                                                 | Superficie (miles de km²)                               | Población (miles de hab.)                               |
| Óblasts desaparecidos antes de la disolución de la URSS | Óblasts desaparecidos antes de la disolución de la URSS | Óblasts desaparecidos antes de la disolución de la URSS | Óblasts desaparecidos antes de la disolución de la URSS |
| ------------------------------------------------------- | ------------------------------------------------------- | ------------------------------------------------------- | ------------------------------------------------------- |
| Óblast de Jarm (1939-1955)                              | Jarm                                                    |                                                         |                                                         |
| Óblast de Kurgán-Tyube (1944-1947; 1977-1988)           | Kurgán-Tyube                                            | 12,6                                                    | 982                                                     |
| Óblast de Stalinabad (1939-1951)                        | Stalinabad                                              | 18,8                                                    | 1828                                                    |
| Óblast de Ura-Tube (1945-1947)                          | Ura-Tube                                                | 15,9                                                    |                                                         |

### RSS de Turkmenistán
| Nombre              | Capital   | Superficie (miles de km²) | Población (miles de hab.) |
| ------------------- | --------- | ------------------------- | ------------------------- |
| Óblast de Asjabad   | Asjabad   | 675                       | 95,4                      |
| Óblast de Chardzhou | Chardzhou | 553                       | 93,8                      |
| Óblast de Mary      | Mary      | 588                       | 86,8                      |
| Óblast de Tashauz   | Tashauz   | 488                       | 73,6                      |

| Nombre                                                  | Capital                                                 | Superficie (miles de km²)                               | Población (miles de hab.)                               |
| Óblasts desaparecidos antes de la disolución de la URSS | Óblasts desaparecidos antes de la disolución de la URSS | Óblasts desaparecidos antes de la disolución de la URSS | Óblasts desaparecidos antes de la disolución de la URSS |
| ------------------------------------------------------- | ------------------------------------------------------- | ------------------------------------------------------- | ------------------------------------------------------- |
| Óblast de Kerki (1943-1947)                             | Kerki                                                   |                                                         |                                                         |
| Óblast de Krasnovodsk (1939-1947; 1952-1955; 1973-1988) | Krasnovodsk                                             | 295                                                     | 138,5                                                   |

### RSS de Uzbekistán
| Nombre                | Capital    | Superficie (miles de km²) | Población (miles de hab.) |
| --------------------- | ---------- | ------------------------- | ------------------------- |
| Óblast de Andiyán     | Andiyán    | 4,2                       | 1.259                     |
| Óblast de Bujará      | Bujará     | 143,2                     | 1.149                     |
| Óblast de Corasmia    | Urgench    | 4,5                       | 666                       |
| Óblast de Djizaks     | Djizaks    | 20,3                      | 426                       |
| Óblast de Ferganá     | Ferganá    | 7,1                       | 1.593                     |
| Óblast de Kashkadar   | Karshi     | 28,4                      | 972                       |
| Óblast de Namangán    | Namangán   | 7,9                       | 1.024                     |
| Óblast de Navoi       | Navoi      |                           |                           |
| Óblast de Samarcanda  | Samarcanda | 24,5                      | 1.610                     |
| Óblast de Surjandarín | Termez     | 20,8                      | 801                       |
| Óblast de Sir Daria   | Gulistán   | 5,3                       | 416                       |
| Óblast de Taskent     | Taskent    | 15,6                      | 3.338                     |

## Número de óblasts por cada república
| República | República           | Número de óblasts |
| --------- | ------------------- | ----------------- |
|           | RSS de Armenia      | —                 |
|           | RSS de Azerbaiyán   | 2                 |
|           | RSS de Bielorrusia  | 6                 |
|           | RSS de Estonia      | 3                 |
|           | RSS de Georgia      | 2                 |
|           | RSS de Kazajistán   | 19                |
|           | RSS de Kirguistán   | 4                 |
|           | RSS de Letonia      | 3                 |
|           | RSS de Lituania     | 4                 |
|           | RSS de Moldavia     | —                 |
|           | RSFS de Rusia       | 50                |
|           | RSS de Tayikistán   | 4                 |
|           | RSS de Turkmenistán | 5                 |
|           | RSS de Ucrania      | 25                |
|           | RSS de Uzbekistán   | 12                |
| Total     |                     |                   |